# Almodôvar (vila)

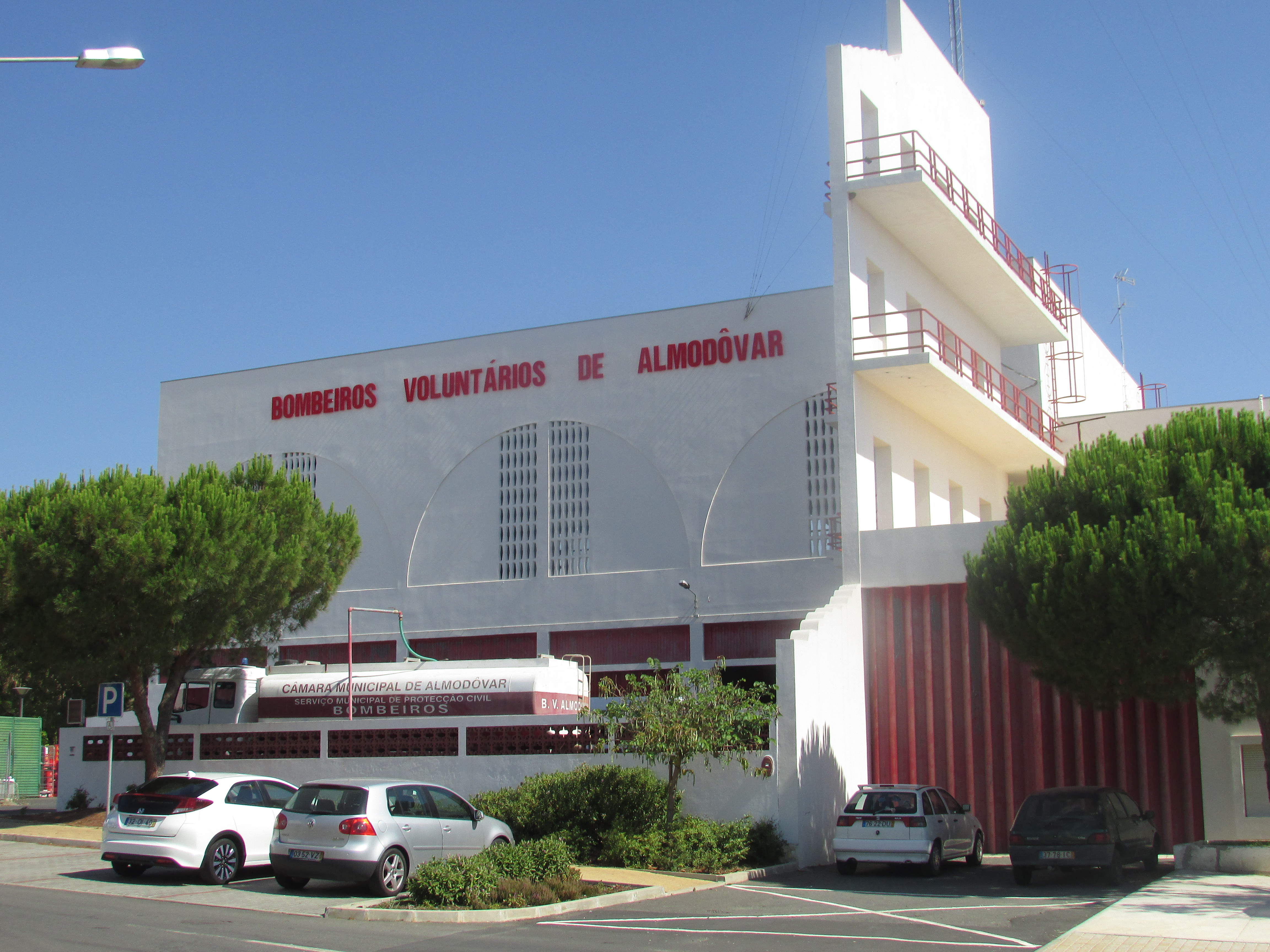
Bombeiros Voluntários de Almodôvar

Almodôvar é uma pequena vila portuguesa de 2 957 habitantes e 1,74 km² situada na freguesia de Almodôvar e Graça dos Padrões, do município de Almodôvar, no Distrito de Beja, região do Alentejo e sub-região do Baixo Alentejo.
É sede do Município de Almodôvar, que tem 777,88 km² de área e 7 449 habitantes (2011).
Em 17 de Abril de 1285 o rei D. Dinis elevou a concelho, por carta de foral, a então denominada Póvoa de Almodôvar.

## História
Desde há 5 mil anos que as terras de Almodôvar têm sido habitadas por sucessivos povos e onde ocorreram episódios indissociáveis da História de Portugal. Da Pré-história, os vestígios mais relevantes são as diversas antas encontradas nas freguesias de Santa Clara-a-Nova, Gomes Aires, e Rosário com a Estela do Monte Gordo. Do Calcolítico, chegaram tholos (estruturas tumulares de falsa cúpula), localizados na freguesia de São Barnabé. 
No entanto, o fenómeno mais significativo deste território surgiu na Idade do Bronze, prolongando-se até à Idade do Ferro, com a descoberta de diversas estelas. Do último período, destaca-se um número significativo de estelas funerárias epigrafadas com Escrita do Sudoeste, a escrita mais antiga da Península Ibérica (século VIII a V a.C.). Estas peças podem ser apreciadas no Museu da Escrita do Sudoeste.
Almodôvar foi atingida igualmente pela romanização da Península Ibérica. Pela sua localização geográfica, cedo os romanos se fixaram em Almodôvar, assinalando-se a sua presença através de diversos vestígios, como os castella, ao longo da Ribeira de Oeiras, da barragem romana (única de construção em terra batida preservada até hoje) e a necrópole do Monte Novo do Castelinho, a mina de Brancanes, destacando-se o Povoado das Mesas do Castelinho, onde se distinguem o traçado de ruas ortogonais e a construção de edifícios de elevado rigor urbanístico.

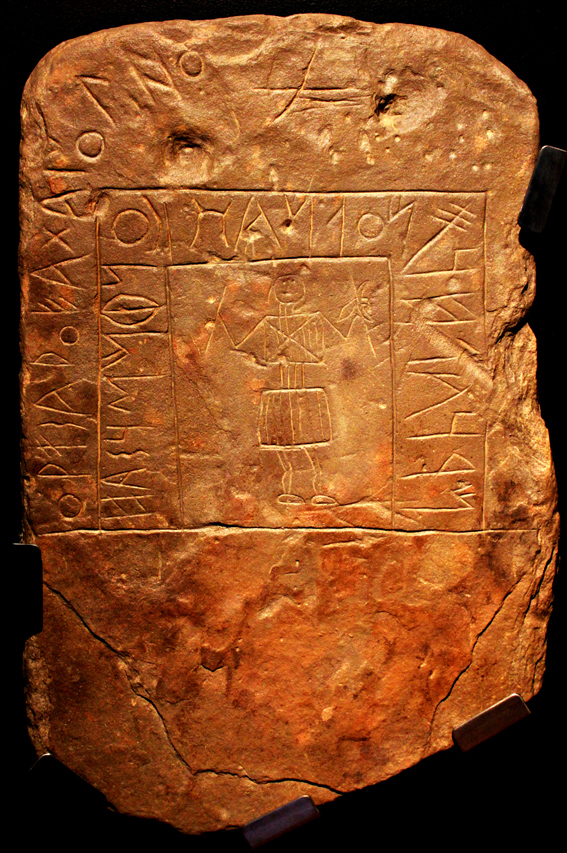
Escrita do Sudoeste

Do período medieval, entre os séculos IV e VIII d.C., os vestígios paleocristãos ou visigóticos (associados ao território das antigas dioceses de Paca e Ossonoba) são escassos. Com a ocupação islâmica, proliferaram diversas alcarias ou cortes que ainda hoje nomeiam boa parte da toponímia local e que tem a sua raiz na palavra árabe de aldeia (al-diya). É o caso de Alcariais dos Guerreiros de Cima (Gomes Aires), com uma ocupação humana entre os séculos IX e XIII, possuindo um rico conjunto de casas dos séculos X e XI, fruto do florescimento rural que a região conheceu durante o período islâmico.
A vila de Almodôvar deve o seu nome e desenvolvimento a esta época, pois aí foi erguida uma fortificação ou almudaûár (casa ou castelo redondo). Julga-se que nas proximidades entre o cerro de Santa Rufina e o atual depósito de água, poderá ter existido uma fortificação com uma eventual cerca inferior para recolha de rebanhos.
Na primeira metade do século XIII, os exércitos dos reinos cristãos coadjuvados pela Ordem de Santiago tomaram posse do Garb (Algarve), tendo D. Afonso III chegado a terras algarvias por Almodôvar com a ajuda de almocreves moçárabes. O domínio cristão efetuou-se entre 1238, com a conquista de Mértola, e 1245, com a tomada de Marachique.
Em 17 de abril de 1285, o rei D. Dinis elevou a então denominada Póvoa de Almodôvar a concelho, por carta de foral, que em 1297 é doada à Ordem de Santiago, a quem, no final do século XIII, pertence todo o Baixo Alentejo, com exceção do concelho de Odemira. Este foi um esforço de recuperação do dinamismo populacional e económico, proeminente no período muçulmano e duramente afetado pela prolongada guerra da reconquista.
O empenho no desenvolvimento deste território prosseguirá ao longo do século XIV, especialmente na sua segunda metade, quando as convulsões políticas, a peste e mesmo o devastador terramoto de 1356, haviam espalhado uma forte mortandade. As Inquirições Fernandinas de 1376 às vilas de Almodôvar e de Padrões dão conta de uma sociedade na qual a agricultura se apresentava de subsistência, e onde o pastoreio assumia uma importante escala, tal como as atividades associadas à tecelagem, curtumes, apicultura, entre outras.

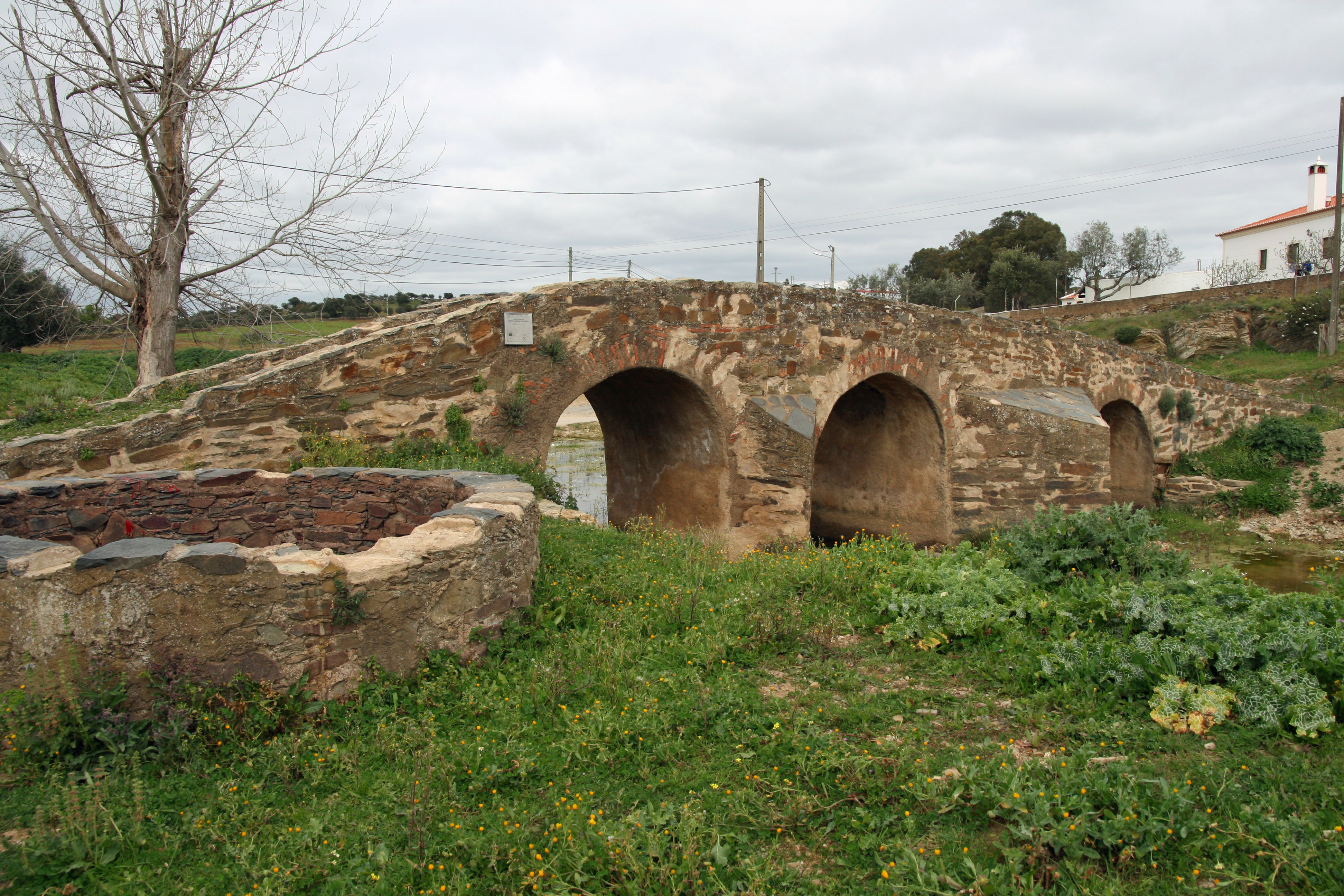
Ponte romana da Ribeira de Cobres

A afirmação do poder real face aos domínios locais é, em 1512, retomada com o novo foral de Almodôvar, no âmbito do processo nacional de reformas dos forais de D. Manuel I. Almodôvar torna-se uma vila que vai paulatinamente crescendo e onde se destacou a construção do edifício dos Paços do Concelho, no século XVI, e em 1680 a fundação do Convento de Nossa Senhora da Conceição, pela Ordem Terceira de São Francisco. Aí presume-se que terá funcionado a primeira escola de Teologia do Baixo Alentejo, cuja parte da valiosa biblioteca ainda se encontra “por descobrir” no Arquivo Municipal.
Os ímpetos económicos foram intervalados no período conturbado que assolou Almodôvar e o país na primeira metade do século XIX: em primeiro lugar, as Invasões Francesas, e logo depois a Guerra Civil - entre 1832 e 1834 -  que opôs o partido constitucionalista de D. Maria II ao partido absolutista de D. Miguel I.
Com a vitória do Liberalismo dá-se a extinção das ordens militares e religiosas, sendo que, para o Convento de Nossa Senhora da Conceição transitam, em 1859, juntamente com o Tribunal e a Conservatória, os Paços do Concelho, onde a sua anterior localização dá lugar à cadeia (hoje Museu Severo Portela).

### Clima
O clima apresenta características mediterrânicas, com verões quentes e secos e invernos frios e pouco chuvosos. As amplitudes térmicas são acentuadas, a denotar um carácter continental. A temperatura média é 15.9 °C. O mês mais quente do ano é Agosto, com uma temperatura média de 23.1 °C, sendo a temperatura média em Janeiro de 10.0 °C, a temperatura média mais baixa de todo o ano.
A pluviosidade é pouco significativa. À escassez de pluviosidade, acresce a forte sazonalidade da precipitação e uma grande variabilidade interanual. A pluviosidade média anual é de 576 mm.

## Artesanato

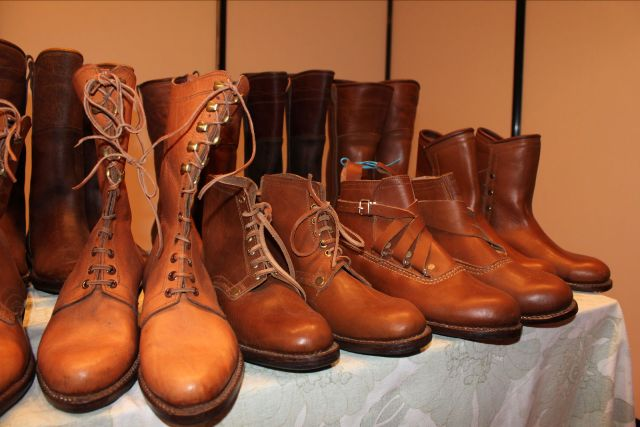
Calçado artesanal de Almodôvar

Almodôvar é bastante rica nas artes tradicionais, algumas das quais já desapareceram e outras encontram-se em vias de extinção.
Tudo se fazia no concelho de Almodôvar há pouco mais de 25 anos: calçado, cadeiras, queijos, meias de linha, mantas de lã, albardas e malhins, aguardente de medronho, bonecas, miniaturas, mantas de retalhos, mel e seus derivados, trabalhos em tear, ferraria, fabrico de linho, fabrico da cal, latoaria, cestos, colchas de linho, carroças, telhas de canudo, entre outros. Existia uma variedade imensa de artes e ofícios, de entre os quais se destacavam os sapateiros, as tecedeiras, os ferreiros, os latoeiros, os padeiros, os moleiros, os albardeiros, os alfaiates, os apicultores, os cesteiros, os tosquiadores e os abegões.
A indústria do calçado artesanal teve grande impacto no concelho almodovarense e, há cerca de 50 anos, eram mais de 60 os sapateiros na região. De referir que existiu, em Almodôvar, o primeiro Sindicato Nacional de Sapateiros, fundado em 1942, o qual chegou a ter 200 associados, facto bem demonstrativo da importância que este ofício assumiu. Hoje, ainda se encontram alguns sapateiros artesanais no ativo.
Atualmente, das restantes artes e ofícios, há que destacar as mantas de lã e de retalhos, os artigos de cartucheira, os trabalhos em latoaria e a cestaria.

## Gastronomia

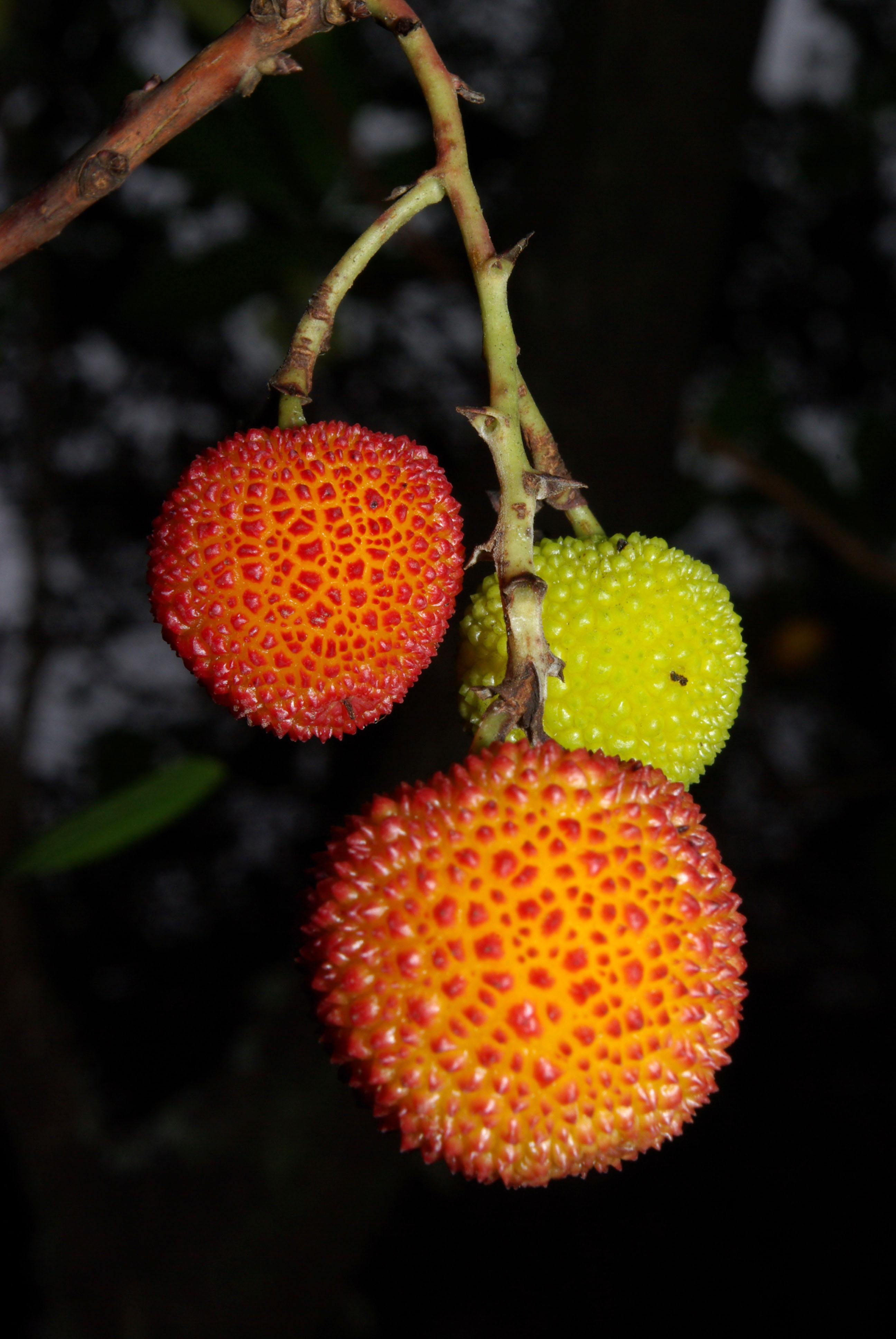
Medronhos

É sabido que no Alentejo se come e bebe muito bem, e Almodôvar não é uma exceção. Dezenas de produtores apresentam diariamente os melhores sabores de que se destacam:
- Fabrico e comércio de queijo
- Mel
- Pão
- Aguardente de medronho
- Enchidos
- Plantas aromáticas

## Património edificado
- Capela de Santo António

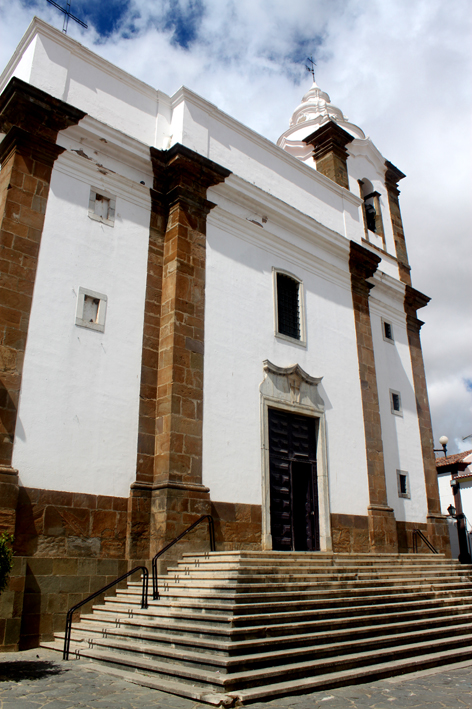
Igreja em Almodôvar

- Ponte antiga sobre a Ribeira de Cobres ou Ponte da Ribeira de Cobres
- Igreja de São Francisco
- Museu da Escrita do Sudoeste
- Museu Etnográfico Manuel Vicente Guerreiro - Santa Clara a Nova
- Museu Severo Portela
- Convento de Nossa Senhora da Conceição: situado a este da vila, pertencia à Ordem Terceira de S. Francisco e foi fundado em 1680 por Frei Evangelista, lançando-se a primeira pedra a 2 de Setembro daquele ano. Todos os seus altares são de talha dourada dos finais do século XVII e princípio do século XVIII. O teto da capela-mor está pintado com imagens alusivas à Imaculada Conceção de Maria e sua assunção aos céus, sendo que esta capela contém ainda três quadros: um com o presépio e dois relacionados com o Casamento da Santíssima Virgem com S. José. Por baixo dos quadros existem dois extensos painéis de azulejos policromados com temáticas marianas. À entrada do templo está colocado um órgão de tubos, de estilo oriental com decoração de chinoiserie em alusão à evangelização franciscana por terras orientais. Esta igreja tem apenas uma pequena torre sineira, no frontispício.

## Heráldica
|  | Brasão: Escudo negro com um castelo de ouro aberto e iluminado a vermelho. Orla de prata carregada por quatro abelhas a negro realçadas de ouro, alternadas com quatro bolotas a verde, troncadas e folhadas do mesmo. Coroa mural de prata de quatro torres. Listel branco com legenda a negro: "VILA DE ALMODÔVAR". |
|  | Bandeira: Esquartelada de amarelo e vermelho, cordões e borlas de ouro e vermelho. Haste e lança de ouro. |

## Geminações
Almodôvar está geminada com  Paul, Ilha de Santo Antão, Cabo Verde.